# Municipio de Antler
El municipio de Antler (en inglés: Antler Township) es un municipio ubicado en el condado de Bottineau en el estado estadounidense de Dakota del Norte. En el año 2010 tenía una población de 56 habitantes y una densidad poblacional de 0,5 personas por km².

## Geografía
El municipio de Antler se encuentra ubicado en las coordenadas 48°57′5″N 101°17′21″O / 48.95139, -101.28917. Según la Oficina del Censo de los Estados Unidos, el municipio tiene una superficie total de 112.87 km², de la cual 112,82 km² corresponden a tierra firme y (0,05 %) 0,05 km² es agua.

## Demografía
Según el censo de 2010, había 56 personas residiendo en el municipio de Antler. La densidad de población era de 0,5 hab./km². De los 56 habitantes, el municipio de Antler estaba compuesto por el 100 % blancos. Del total de la población el 0 % eran hispanos o latinos de cualquier raza.